# Brug 86
Brug 86 is een vaste Brug in Amsterdam-Centrum.
De verkeersbrug waarover ook openbaar vervoer rijdt is gelegen in de Nieuwe Vijzelstraat en overspant de Lijnbaansgracht. Alhoewel de brug in Amsterdam-Centrum ligt, is de geschiedenis van de brug beperkt. Net ten oosten van haar plek, lag hier een brug over de Vijzelgracht in de oostelijke kade van de Lijnbaansgracht. Die laatste gracht was tot circa 1865 de buitenkant van de stad. In circa 1872 werd er een verbinding nodig tussen de binnenstad en de Weteringschans met een doortrekking naar de Singelgracht.. In 1903 moest de brug wijken voor een nieuwe, er kwam hier een gemeentetram te rijden en de toenmalige brug kon dat niet aan. Ook de brug over de Singelgracht moest aangepast worden. In 1929 gaat de gemeente bekijken hoe er een belangrijke radiaalweg kan worden gemaakt, waartoe ook de Vijzelgracht zal moeten worden gedempt. In dat plan zit dan ook een aanmerkelijke verbreding van brug 86. Er komt een uitgebreide discussie op gang onder leiding van Wichert Arend de Graaf (die voor demping is) en buurtbewoners, die de gracht liever open houden. Pas in 1932 kan de Dienst der Publieke Werken aan de gang, er wordt gedempt en de nieuwe bredere brug komt er (ook die over de Singelgracht moet verbreed worden.) Jo van der Mey had al uniforme ontwerpen gemaakt voor bruggen van alle uitvalswegen (Leidsestraat, Utrechtsestraat etc.), maar doordat de verbreding van de Vijzelstraat lange tijd in beslag nam, werd het ontwerp steeds aangepast, waardoor de bruggen steeds verder van elkaar gingen verschillen. Ook brug 86 werd aangepast en wel door de opvolger van Van de Mey, Piet Kramer. In 1933/1934 werd er aan de brug gebouwd. De bouw vond in twee fasen plaats om het verkeer toch doorgang te kunnen blijven bieden. Zomer 1934 was de brug klaar. Kramers invloed is met name terug te vinden aan de einden van de balustrades waar natuurstenen zuilen het einde van de brug aangeven. In de 21e eeuw is de brug tot 2016 weinig zichtbaar, rondom de brug vinden uitgebreide werkzaamheden plaats voor de Noord-Zuidlijn.   
De brug stond bekend als Bakkerijbrug. Op de oever van de Lijnbaansgracht stond sinds 1857 een meel- en broodfabriek. In 2016 besloot de gemeente een eind te maken aan alle officieuze benamingen van bruggen, sindsdien gaat de brug anoniem (dat wil zeggen alleen met nummer) door het leven.

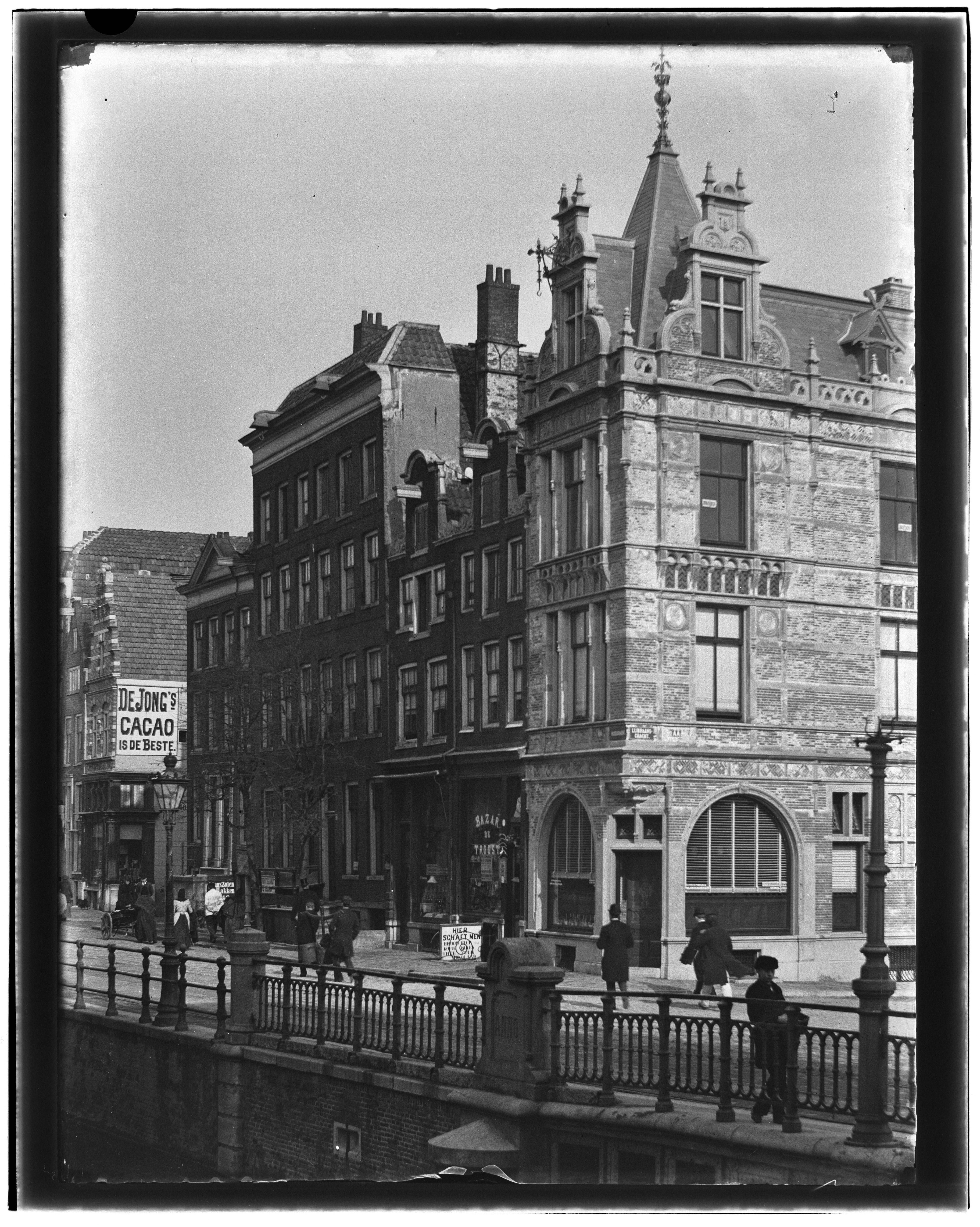
Brug 86 vastgelegd door Jacob Olie in 1894, de leuning loopt door op de kade van de Vijzelgracht

1 · 2 · 3 · 4 · 5 · 6 · 7 · 8 · 9 · 10 · 11 · 12 · 13 · 14 · 15 · 16 · 17 · 18 · 19 · 20 · 21 · 22 · 23 · 24 · 25 · 26 · 27 · 28 · 29 · 30 · 31 · 32 · 34 · 35 · 36 · 37 · 38 · 39 · 40 · 41 · 42 · 43 · 44 · 45 · 46 · 47 · 48 · 49 · 50 · 51 · 52 · 53 · 54 · 55 · 56 · 57 · 58 · 59 · 60 · 61 · 62 · 63 · 64 · 65 · 66 · 67 · 68 · 69 · 70 · 71 · 72 · 73 · 74 · 75 · 76 · 77 · 78 · 79 · 80 · 81 · 82 · 84 · 85 · 86 · 87 · 88 · 89 · 90 · 91 · 92 · 93 · 94 · 95 · 96 · 97 · 98 · 99 · >>>
Brugnummers 33 en 83 zijn niet (meer) vergeven